# (37373) 2001 VM34
2001 VM34 (asteroide 37373) é um asteroide da cintura principal. Possui uma excentricidade de 0.17225700 e uma inclinação de 1.20288º.
Este asteroide foi descoberto no dia 9 de novembro de 2001 por LINEAR em Socorro.